# La moglie che ricordo
La moglie che ricordo (아는 와이프?, Aneun waipeuLR; lett. "La moglie che conosco"), nota anche con il titolo internazionale in lingua inglese Familiar Wife, è una serie televisiva sudcoreana del 2018. In lingua italiana è distribuita da Prime Video.
Il drama è noto per le numerose similitudini con la serie Go back bubu (2017), nel quale a entrambi i protagonisti veniva data la possibilità di tornare indietro nel tempo, come occasione di riflessione riguardo al loro rapporto.

## Trama
Cha Joo-hyuk lavora in banca ed è sposato da cinque anni con la massaggiatrice Seo Woo-jin; quest'ultima cerca costantemente un equilibrio tra il lavoro e la crescita dei figli piccoli, tuttavia lo scarso aiuto da parte del marito l'ha rapidamente resa una donna frustrata e con problemi a gestire la propria rabbia, tanto da farle ripetutamente coprire il marito di improperi (sia in pubblico, sia in privato). Similmente, anche Cha Joo-hyuk è scontento della propria relazione, tanto da far giungere entrambi alla decisione di divorziare.
In seguito a una straordinaria tempesta magnetica e dopo l'incontro con un misterioso uomo in metropolitana, a Cha Joo-hyuk viene data la possibilità di viaggiare nel tempo: si ritrova così nel passato e agisce per far prendere alla sua vita una piega completamente diversa, cercando di creare una relazione con il suo primo amore ai tempi dell'università, Lee Hye-won. Gli effetti del comportamento di Joo-hyuk tuttavia si ripercuotono sul suo futuro, che cambia radicalmente; nel frattempo, l'uomo continua però a essere innamorato di Woo-jin e inizia a riflettere sui propri errori, che avevano portato entrambi a essere insoddisfatti della loro vita.